# Obština Zavet
Obština Zavet (bulharsky Община Завет) je bulharská jednotka územní samosprávy v Razgradské oblasti. Leží ve středním Bulharsku, ve vysočinách Dolnodunajské nížiny. Sídlem obštiny je město Zavet, kromě něj zahrnuje obština 6 vesnic. Žije zde přes 10 tisíc stálých obyvatel.

## Sídla
Všechna sídla v obštině jsou samosprávná.
| - Brestovene - Ivan Šišmanovo - Ostrovo | - Prelez - Suševo | - Veselec - Zavet (sídlo správy) |

## Sousední obštiny
| Růžice kompasu | Kubrat        | Tutrakan | Glavinica | Růžice kompasu |
| Růžice kompasu | Sever         |          |           | Růžice kompasu |
| Růžice kompasu | Obština Zavet |          |           | Růžice kompasu |
| Růžice kompasu | Jih           |          |           | Růžice kompasu |
| Růžice kompasu | Razgrad       |          | Isperich  | Růžice kompasu |

## Obyvatelstvo
V obštině žije 10 176 stálých obyvatel a včetně přechodně hlášených obyvatel 14 470. Podle sčítáni 1. února 2011 bylo národnostní složení následující:
- Turci: 6 423 (72.4 %)
- Bulhaři: 1 458 (16.4 %)
- Romové: 563 (6.3 %)
- ostatní: 429 (4.8 %)